# La Laguna (El Salvador)
La Laguna é um município do departamento de Chalatenango em El Salvador.